# 第310歩兵師団 (ベトナム陸軍)
第310歩兵師団（Sư đoàn 310 bộ binh）は、ベトナム人民軍（陸軍）の師団の1つ。

## 歴史
- 1976年3月 - 2個連隊から成る生産師団として編成され、第9軍区に隷属した。主任務は、ドンタップ省のゴム・プランテーションの経営だった。
- 1978年4月 - カンボジア侵攻の需要のため、歩兵師団に改編。
- 1978年12月 - カンボジアに全面侵攻し、シェムリアップ州地区に侵入した。
- 1980年 - 第7軍区の指揮下に入り、コンポンチャム州、コンポントム州地区で作戦を行った。
- 1981年 - 上記地区において、ヘン・サムリン政権軍の建設、武装勢力の掃討に従事した。

## 編制
- ？歩兵連隊
- ？歩兵連隊
- ？歩兵連隊
- ？砲兵連隊